# Gaius Antistius Vetus (Konsul 23)
Gaius Antistius Vetus war ein römischer Senator zu Beginn des 1. Jahrhunderts n. Chr. und Sohn des gleichnamigen Konsuls des Jahres 6 v. Chr. Im Jahr 20 war er praetor urbanus, drei Jahre später ordentlicher Konsul. Nach einer Inschrift (CIL 14, 4704) war er curator riparum et alvei Tiberis (zuständig für die Instandhaltung von Ufer und Flussbett des Tiber). Seine Söhne waren Gaius Antistius Vetus, Konsul im Jahr 50, Camerinus Antistius Vetus und wahrscheinlich Lucius Antistius Vetus, Konsul im Jahr 55.